# Droit srilankais
Le droit srilankais est l'ensemble des normes constitutionnelles et législatives s'appliquant au Sri Lanka.

## Histoire

### Colonisation néerlandaise
À Galle, les Néerlandais établissent un landraad auquel tentent d'accéder des membres des minorités ethniques de la colonie, afin de gagner en influence. Dans les jugements de l'époque néerlandaise à Ceylan, des lois de toutes origines sont utilisées et croisées les unes avec les autres.

## Sources du droit

### Constitution
La Constitution est la norme suprême du Sri Lanka.

### Droit international
Une fois ratifié à la majorité des deux tiers par le parlement, un traité ou un accord entre en vigueur et aucune loi ne doit y contrevenir.

### Législation
Le pouvoir législatif est confié au Parlement du Sri Lanka.

## Sources